# Palatul Wass din Cluj-Napoca
Palatul Wass din Cluj-Napoca este o clădire situată în Piața Unirii la nr. 11, lipit de Palatul Josika. 

## Istoric
Clădirea este o îmbinare a stilurilor arhitecturale renascentiste, clasiciste și rococo. Construit în jurul secolului secolelor XV-XVI, Palatul Wass intră în posesia familiei Gyulai ( familie nobilă maghiară) până în secolul al XIX când acesta este donat contesei Fraciska Wass, soră contelui Lajos Gyulai. Ultimul proprietar al clădirii a fost contesa Otilia Wass ( fiica Fracikăi Wass) care organiza aici saloane literare. Contesa a donat clădirea către Asociația Muzeului Ardelean, asociația stabilindu-și aici sediul.